# دیگو آلبادورو
دیگو آلبادورو (انگلیسی: Diego Albadoro؛ زادهٔ ۲۶ فوریهٔ ۱۹۸۹) بازیکن فوتبال اهل ایتالیا است.
از باشگاه‌هایی که در آن بازی کرده‌است می‌توان به ماترا کالچو، باشگاه فوتبال یووه استابیا، و باشگاه فوتبال باری اشاره کرد.